# Philippe Lobrot
Philippe Lobrot, né en 27 avril 1845 à Dijon et mort le 2 mai 1907 à Paris, est un architecte français ayant principalement exercé à Paris.

## Biographie
Jacques Philippe Lobrot naît le 27 avril 1845 à Dijon. Ayant d’abord reçu une instruction classique dans le lycée de cette ville, il rejoint son frère architecte à Paris qui jouit déjà d’une renommée et d’une forte expérience dans la capitale. C’est sous sa direction que Philippe Lobrot étudie cette discipline ; il lui succède en 1872 dans son cabinet. Les années suivantes, Lobrot devient ainsi l’architecte de plus d’une centaine de maisons et hôtels particuliers.
Un batiment particulièrement beau est le 19 rue des Halles dans le 1er arondissement.
Longtemps ferme, en juin 2023 y a ouvert le Restaurant Qian Xi.